# 20 de abril (canción)
«20 de abril» es una canción de 1991 interpretada por la banda española de folk rock Celtas Cortos, y publicada en el álbum Cuéntame un cuento. 

## Descripción
Escrita a modo de carta dirigida por el autor a una vieja amiga, rememorando con nostalgia los buenos momentos vividos en el pasado con su común grupo de amigos de juventud.
La canción habla también de un fin de semana del pasado que transcurrió en la Cabaña del Turmo, un refugio existente en la localidad de Benasque (Huesca), en el Valle de Estós.

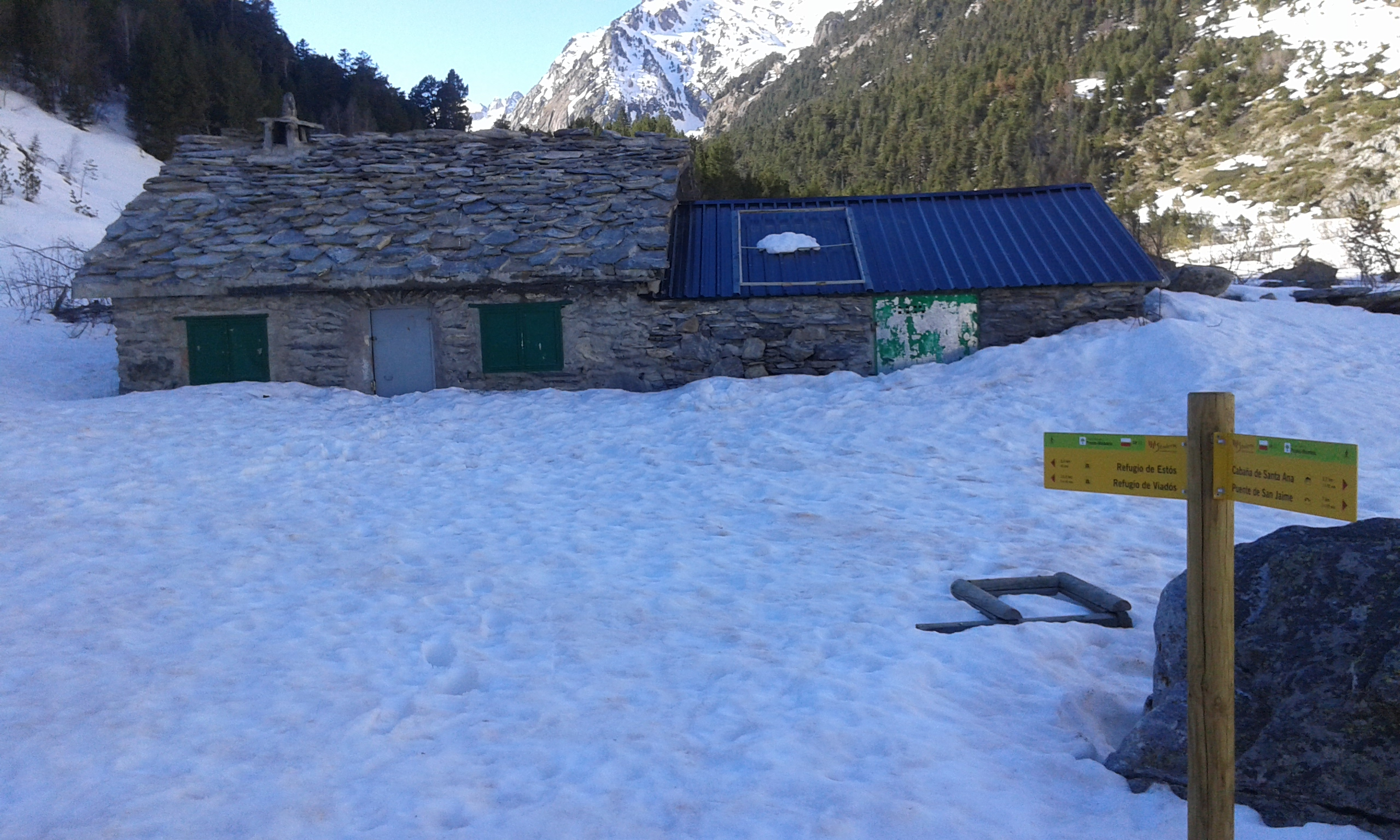
Cabaña del Turmo, en el Valle de Estós

No obstante, el autor, Jesús Cifuentes, ha desvelado que la letra no está basada en una historia real. Fue compuesta mientras ejercía como asistente social en la localidad de El Tiemblo.
El título de la canción alude a la primera estrofa de la canción, que reproduce el que sería encabezado de la carta: 20 de abril del 90 (1990). La canción no obstante se escribió en 1991.
El tema fue número uno en la lista elaborada por la cadena de radiofórmula Los 40 Principales la semana del 18 de abril de 1992.
La repercusión fue tal que el Grupo Municipal de Izquierda Unida en el Ayuntamiento de Valladolid, presentó una propuesta - que finalmente no prosperó - para que el nombre de la calle José Antonio Primo de Rivera, pasara a llamarse 20 de abril.
El vídeoclip oficial de la canción no fue grabado hasta muchos años después, siendo publicado el 20 de abril de 2019.
Tal y como indica Carlos Soto en una entrevista, la canción no fue bien vista por un empleado de la discográfica y fue incluida en el álbum, debido a la insistencia del propio grupo.

### 25 aniversario
Cuando se cumplió el 25 aniversario de la fecha, es decir, el 20 de abril de 2015, se produjo en España una ola nostálgica tanto en las redes sociales como en los medios de comunicación, evocando el tema, que llegó a convertirse en trending topic. Llegaron incluso a hacerse parodias de la letra y eventuales respuestas a la carta de la canción.

## Versiones
El tema ha sido versionado por los grupos Amaral, Siniestro Total, Oysterband y Nomadi, estas últimas en idioma inglés y lengua italiana respectivamente.

### 30 aniversario
Coincidiendo con la pandemia de COVID-19, la banda vallisoletana lanzó una nueva versión junto a otros reconocidos artistas bajo el nombre Celtas Cortos & Amigos en la que adaptaron la letra para celebrar su 30 aniversario y cuyos beneficios serían destinados para fines benéficos.